# Leticia (Colombia)
Leticia es un municipio fronterizo colombiano, es la capital del departamento del Amazonas. Se encuentra localizado en el extremo sur del país sobre las márgenes del río Amazonas, al sur del área no municipalizada de Tarapacá y al oriente del municipio de Puerto Nariño. Su extensión territorial es de 5968 km², su altura de 82 metros sobre el nivel del mar y su temperatura media entre 25.º a 38 °C.
Se ha consolidado como el principal destino turístico de selva del país, a pesar de estar alejada de los principales centros urbanos de Colombia, sin comunicación por carretera. Constituye un nexo comercial importante con Brasil, debido a su situación de ciudad limítrofe sobre el río Amazonas y formando el trifinio conocido como Tres Fronteras. La ciudad tiene un gran crecimiento demográfico y técnicamente forma una sola ciudad con el municipio brasileño de Tabatinga.
Actualmente reúne casi el 60 % de la población del departamento y la mayor parte indígena de diversas comunidades como: los Uitotos, Tucanos, Ticunas y Nukak.
"El Portón de Suramérica" y "La Ciudad Luz de Colombia" son algunos de sus apelativos. Además, es la única capital departamental de Colombia ubicada en el hemisferio sur.

## Elementos identitarios

### Toponimia
Leticia es un puerto, llamado así por el transporte que se realiza a través de ríos, esto es común en Colombia ya que posee una gran red fluvial de 24 725 km. Fue fundada como puerto fluvial, el 25 de abril de 1867 cuando aún pertenecía a Perú, y en un comienzo se llamó San Antonio, nombrada así por el capitán peruano Benigno Bustamante, quien era Gobernador de Loreto (Perú). El 15 de diciembre de ese año el puerto cambió de nombre a Leticia, por el ingeniero Manuel Charón, en honor a Leticia Smith, su esposa. Este ingeniero era muy conocido e importante en la localidad.[cita requerida]

### Símbolos

#### Bandera
La bandera está compuesta de tres franjas horizontales, en las que se fijan el color blanco en la parte superior que es el doble de los otros dos. El color seguido es el verde equivalente a la mitad del blanco. De igual manera el color azul igual al color verde.
- Color Blanco: Significa la paz y tranquilidad. Es el doble de las otras dos franjas. Se ubica en la parte superior. Leticia se ha constituido desde hace mucho tiempo en una ciudad llena de paz y tranquilidad. Esta paz también se ve reflejada en los pueblos vecinos del Brasil y Perú.
- Color Verde: Identifica a la selva semi virgen y la biodiversidad. Ubicado en el centro de las tres franjas. El Departamento como uno de los más poderosos en biodiversidad a nivel mundial, donde la gran mayoría del territorio amazonense es selva semi virgen; también encontramos la selva como parte integral de este medio considerados a nivel mundial como el “Pulmón del Mundo”.
- Color Azul: Representa las aguas que bañan el departamento. Su ubicación es en la parte inferior y ocupa la otra mitad del color blanco. A nivel del territorio nacional, Leticia está ubicada a orillas de Río Amazonas, considerado como el más caudaloso del mundo. Leticia hidrográficamente es colindante con este Río hasta las inmediaciones del Parque Amacayacu.
- Silueta del sol resplandeciente: Leticia es considerada la “Ciudad Luz”. No más simbólico que un sol en su silueta como representativo de la luz. El brillo solar del territorio amazonense es espléndido y de mucha amplitud en toda la selva. El sol es también símbolo de claridad.[7]

#### Escudo
Está elaborado en forma de óvalo. En la parte de arriba de manera central está una corona indígena que representa la soberanía de los grupos multiculturales de la región.
La figura del óvalo la enmarcan de lado a lado el delfín rosado y el pirarucú; dos especies acuáticas símbolo de la Amazonía que entrelazados muestran la unión y la convivencia de las diferentes, razas, etnias y especies animales. Estos animales encierran un gran paisaje amazónico que expresa la belleza y el esplendor de nuestra tierra, la victoria regia que reafirma la diversidad de la flora y la flor de loto que representa la paz y la tranquilidad.
Todo este paisaje forma en su conjunto, la silueta de una gran maloca, que es la razón de ser de los pueblos indígenas, su cultura, su cosmovisión. La base del óvalo la conforman dos manguarés (macho y hembra), instrumento tradicional de comunicación, que llama a la participación comunitaria, a los festivales locales, y a la construcción del futuro.

## Historia
Leticia fue fundada como puerto fluvial, el 25 de abril de 1867. Inicialmente se llamó San Antonio como la designó el capitán peruano Benigno Bustamante, quien era el gobernador de Loreto (Perú) en aquel entonces. El 15 de diciembre de ese año el puerto cambió de nombre a Leticia, por el ingeniero Manuel Charón, en honor de la joven Leticia Smith, residente de la ciudad de Iquitos,[cita requerida] ciudad que hasta el día de hoy es la ciudad más emblemática del nororiente peruano.
Poco después de la fundación del puerto se construye en las cercanías la fortaleza Mariscal Ramón Castilla, en honor del presidente peruano. Desde allí hasta fines del siglo XIX el número de habitantes alcanzaría las 50 familias.
Con el siglo XX Leticia crece paulatinamente como centro de comercio fluvial: en marzo de 1900 se crea el puesto aduanero; paralelo al puerto de Tabatinga en Brasil. Poco después, en 1907, se crea la escuela de prácticos, para facilitar el tránsito de naves en el río. La comunicación inalámbrica que uniría a Leticia con Iquitos se inauguró en 1916, fortaleciendo el papel de esa estación fronteriza.
En 1928 el Tratado Salomón-Lozano establece otra definición de la frontera y en 1929 Leticia es entregada a Colombia.

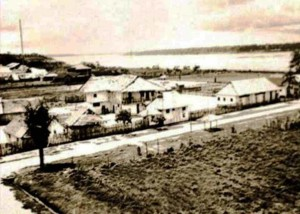
Leticia en 1930, poco antes del estallido de la Guerra colombo-peruana.

En 1932 Leticia es ocupada por pobladores peruanos insurgentes provenientes de Loreto. El presidente peruano Luis Miguel Sánchez Cerro apoyó a los insurgentes peruanos y le declaró la guerra a Colombia, estalló así la Guerra colombo-peruana que duró apenas un par de años, pues tras el asesinato de Sánchez Cerro, el nuevo presidente peruano Óscar Raimundo Benavides y el colombiano Enrique Olaya Herrera acordaron ratificar el tratado Salomón Lozano devolviendo Leticia a Colombia en 1933. Desde entonces se han iniciado programas de integración que tiene a esta ciudad como una de las protagonistas de la cooperación binacional entre ambos países.
Desde 1952 funciona en la localidad de Leticia, una embotelladora de bebidas gaseosas del mismo nombre de la ciudad: «Gaseosas Leticia, Leticiosa» (haciendo un juego de palabras con el nombre Leticia y Deliciosa), conocida mundialmente por ser la embotelladora de Coca-Cola más pequeña del mundo.

## Geografía

### Límites
Leticia está delimitada por los siguientes territorios
| Noroeste: Distrito de Putumayo (Loreto, Perú) | Norte: Área de Tarapacá (Río Cotuhé)                                                 | Nordeste: Santo Antônio do Içá ( Amazonas, Brasil)                          |
|                                               |                                                                                      | Este: Santo Antônio do Içá ( Amazonas, Brasil)                              |
| Suroeste: Puerto Nariño                       | Sur: Distrito de Ramón Castilla (Loreto, Perú) (Río Amazonas, Santa Rosa del Yavarí) | Sureste: Tabatinga ( Amazonas, Brasil) (Calle 2.ª-Rua Peri-Carrera Primera) |

### Clima
| Parámetros climáticos promedio de Aeropuerto Vásquez Cobo, Leticia, Amazonas. | Parámetros climáticos promedio de Aeropuerto Vásquez Cobo, Leticia, Amazonas. | Parámetros climáticos promedio de Aeropuerto Vásquez Cobo, Leticia, Amazonas. | Parámetros climáticos promedio de Aeropuerto Vásquez Cobo, Leticia, Amazonas. | Parámetros climáticos promedio de Aeropuerto Vásquez Cobo, Leticia, Amazonas. | Parámetros climáticos promedio de Aeropuerto Vásquez Cobo, Leticia, Amazonas. | Parámetros climáticos promedio de Aeropuerto Vásquez Cobo, Leticia, Amazonas. | Parámetros climáticos promedio de Aeropuerto Vásquez Cobo, Leticia, Amazonas. | Parámetros climáticos promedio de Aeropuerto Vásquez Cobo, Leticia, Amazonas. | Parámetros climáticos promedio de Aeropuerto Vásquez Cobo, Leticia, Amazonas. | Parámetros climáticos promedio de Aeropuerto Vásquez Cobo, Leticia, Amazonas. | Parámetros climáticos promedio de Aeropuerto Vásquez Cobo, Leticia, Amazonas. | Parámetros climáticos promedio de Aeropuerto Vásquez Cobo, Leticia, Amazonas. | Parámetros climáticos promedio de Aeropuerto Vásquez Cobo, Leticia, Amazonas. |
| Mes                                                                           | Ene.                                                                          | Feb.                                                                          | Mar.                                                                          | Abr.                                                                          | May.                                                                          | Jun.                                                                          | Jul.                                                                          | Ago.                                                                          | Sep.                                                                          | Oct.                                                                          | Nov.                                                                          | Dic.                                                                          | Anual                                                                         |
| ----------------------------------------------------------------------------- | ----------------------------------------------------------------------------- | ----------------------------------------------------------------------------- | ----------------------------------------------------------------------------- | ----------------------------------------------------------------------------- | ----------------------------------------------------------------------------- | ----------------------------------------------------------------------------- | ----------------------------------------------------------------------------- | ----------------------------------------------------------------------------- | ----------------------------------------------------------------------------- | ----------------------------------------------------------------------------- | ----------------------------------------------------------------------------- | ----------------------------------------------------------------------------- | ----------------------------------------------------------------------------- |
| Temp. máx. abs. (°C)                                                          | 35.8                                                                          | 36.4                                                                          | 35.9                                                                          | 36.2                                                                          | 33.8                                                                          | 34.4                                                                          | 35.2                                                                          | 35.7                                                                          | 37                                                                            | 37                                                                            | 37.5                                                                          | 39                                                                            | 39                                                                            |
| Temp. máx. media (°C)                                                         | 30.5                                                                          | 30.6                                                                          | 30.5                                                                          | 30.3                                                                          | 29.9                                                                          | 29.3                                                                          | 29.6                                                                          | 30.6                                                                          | 31.1                                                                          | 31.3                                                                          | 31                                                                            | 30.6                                                                          | 30.4                                                                          |
| Temp. media (°C)                                                              | 26.5                                                                          | 26                                                                            | 26.1                                                                          | 25.9                                                                          | 25.8                                                                          | 25.1                                                                          | 24                                                                            | 25                                                                            | 25.9                                                                          | 25.9                                                                          | 26.1                                                                          | 26.2                                                                          | 25.7                                                                          |
| Temp. mín. media (°C)                                                         | 22.5                                                                          | 22.5                                                                          | 22.5                                                                          | 22.6                                                                          | 22.5                                                                          | 21.5                                                                          | 20.7                                                                          | 21.3                                                                          | 21.6                                                                          | 22.3                                                                          | 22.3                                                                          | 22.5                                                                          | 22.1                                                                          |
| Temp. mín. abs. (°C)                                                          | 18                                                                            | 19.2                                                                          | 17                                                                            | 18.2                                                                          | 16                                                                            | 14.3                                                                          | 14.6                                                                          | 14.8                                                                          | 16.4                                                                          | 18.3                                                                          | 17.6                                                                          | 18                                                                            | 14.3                                                                          |
| Lluvias (mm)                                                                  | 353.2                                                                         | 340.4                                                                         | 357.4                                                                         | 349.8                                                                         | 277.2                                                                         | 209.4                                                                         | 157.5                                                                         | 172.9                                                                         | 243.1                                                                         | 263.4                                                                         | 301.7                                                                         | 289.4                                                                         | 3315.4                                                                        |
| Días de lluvias (≥ )                                                          | 24                                                                            | 20                                                                            | 22                                                                            | 22                                                                            | 23                                                                            | 18                                                                            | 16                                                                            | 16                                                                            | 18                                                                            | 19                                                                            | 20                                                                            | 23                                                                            | 241                                                                           |
| Horas de sol                                                                  | 131.4                                                                         | 119.0                                                                         | 131.3                                                                         | 138.1                                                                         | 152.3                                                                         | 144.6                                                                         | 188.7                                                                         | 194.0                                                                         | 171.0                                                                         | 168.9                                                                         | 149.6                                                                         | 136.7                                                                         | 1825.6                                                                        |
| Humedad relativa (%)                                                          | 88                                                                            | 88                                                                            | 87                                                                            | 87                                                                            | 87                                                                            | 87                                                                            | 85                                                                            | 84                                                                            | 84                                                                            | 85                                                                            | 86                                                                            | 88                                                                            | 86.3                                                                          |
| Fuente: Parámetros climáticos IDEAM 12 de agosto de 2018                      |                                                                               |                                                                               |                                                                               |                                                                               |                                                                               |                                                                               |                                                                               |                                                                               |                                                                               |                                                                               |                                                                               |                                                                               |                                                                               |

## División Político-Administrativa
Aparte, de su Cabecera municipal. Leticia tiene bajo su jurisdicción los centros poblados:
- Canaán
- El Progreso
- El Vergel
- Isla de Ronda
- Jussy Monilla Amena
- Kilómetro 6
- La Libertad
- La Milagrosa
- Loma Linda
- Macedonia
- Maloka Yaguas
- Mocagua
- Nazareth
- Nuevo Jardín
- Palmeras
- Patio de Ciencia Dulce - Km 11
- Pichuna - Km 18
- Puerto Triunfo
- San Antonio de Los Lagos
- San José del Río
- San Juan de Los Parientes
- San Martín de Amacayacú
- San Miguel
- San Pedro de Los Lagos
- Santa Sofía
- Sector La Playa
- Takana - Km 11
- Tikuna de Arara
- Zaragoza
- Ziera Amena

### Conurbación metropolitana de Leticia-Tabatinga

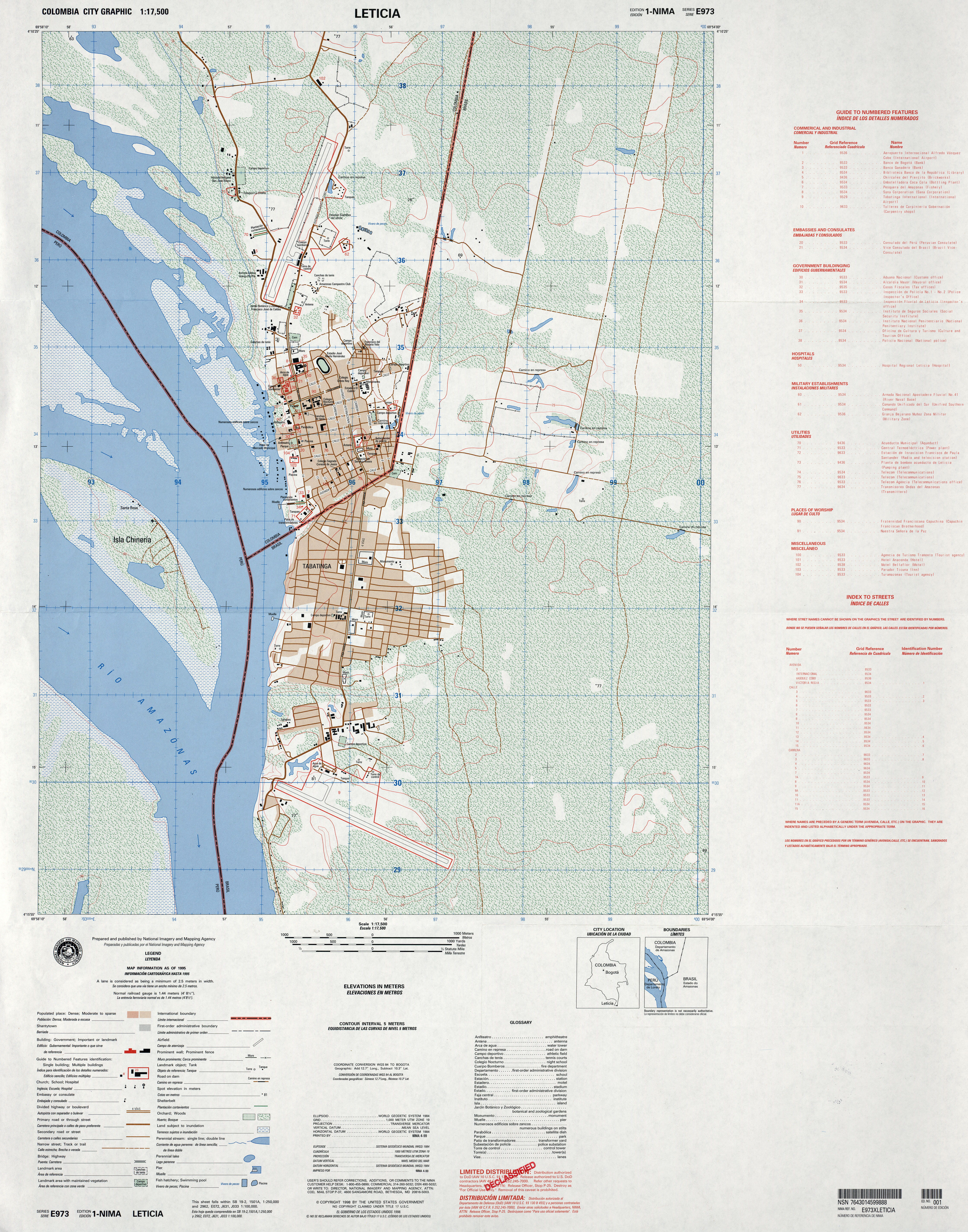
Mapa de Leticia en 1995.

Las ciudades pueden conocerse también como "ciudades gemelas", ya que tanto los intercambios comerciales como de población entre ambas ciudades se hacen sin contratiempos, y además de que la lingua franca es un "portuñol", entendible sin problemas por ambas partes, y entre ellas la economía de la región está intrínsecamente relacionada, siendo interdependientes, gracias al comercio y el manejo libre de las divisas tanto colombiana, como brasileña. En ambas ciudades se pueden adquirir bienes y servicios indistintamente del medio de pago de cada sector, es decir, se puede pagar con ambos circulantes sin problemas, como en Tabatinga (Brasil), donde todo producto allí disponible se puede pagar tanto en reales como en pesos.
A pesar de conocerse la región como el Hito tripartito, por estar dicha frontera entre los 3 países con una mayor extensión de la región amazónica, que son Colombia, Brasil y Perú, la relación con el Perú es mínima. Su divisa es muy poco manejada. Leticia y Tabatinga se encuentran comunicadas por una vía conocida como la avenida internacional en Colombia o avenida da amizade en Brasil. El paso es libre, no hay necesidad de pasaporte o algún documento de extranjería. La frontera solo la cierran para momentos de votaciones ya sean colombianas o brasileñas. Para el Perú el paso es por río y lleva unos 10 minutos la comunicación a Santa Rosa de Yavarí (Perú), por eso son más difíciles los intercambios con dicho país.
Leticia y Tabatinga se encuentran tan cerca que de hecho forman una sola ciudad y una amplia zona metropolitana en donde su población logra un poco más de los 100 000 habitantes. A pesar de ser un área con unas fronteras que legalmente existen, ya que las dividen dos postes cada uno con el estandarte patrio, pero que a los ojos de la comunidad allí residente son "invisibles", la diferencia cultural es inmensa. Incluso, para el turista se hace fácil el distinguir a un colombiano de un brasileño, no solo por el idioma el cual se comparte muchas veces sino por diferentes aspectos como la indumentaria, especialmente la usada por los soldados y polícias de ambos lugares, así como por las placas de sus vehículos.

## Demografía
Gran parte de sus habitantes son indígenas, pero también se pueden encontrar diversos grupos, entre los más notables encontramos:
- Huitotos
- Yaguas
- Tucanos
- Ticunas
- Camsás
- Ingas

Aunque la ciudad cuenta con una mayoría de población de ascendencia indígena, la población de Leticia también cuenta con personas provenientes del interior de Colombia, las cuales encuentran oportunidades de trabajo, negocio o turismo.

## Infraestructura
Sus avenidas principales son la Avenida Internacional que va desde la frontera con Tabatinga hasta la calle 12, la Avenida Alfredo Vázquez Cobo que va desde el parque Francisco de Paula Santander hasta el aeropuerto, la calle tercera que va desde la Avenida Internacional hasta el muelle turístico Y la avenida que va desde la frontera Colombo-Brasilera hasta la parte militar de Tabatinga, Brasil, se llama Avenida da Amizade (Avenida de la Amistad).
Sus principales hoteles son: el Hotel Anaconda, Waira Suites Hotel, Hotel Yurupari, Hotel Decamerón Ticuna y el Hotel Malokamazonas.
La ciudad cuenta con un estadio local: el estadio José María Hernández.
Sus lugares más visitados son la Biblioteca del Banco de la República, el muelle turístico, El parque Orellana, El parque Francisco de Paula Santander, la frontera con Brasil, el Parque Temático Mundo Amazónico.

## Educación
La ciudad cuenta con algunos jardines, colegios y universidades, convirtiéndose un centro importante de estudio de la Amazonía y la Orinoquía.
En Leticia hacen presencia universidades como:
- Universidad Nacional de Colombia sede Amazonía.
- Universidad Antonio Nariño (UAN).
- Universidad Nacional Abierta y a Distancia (UNAD).
- Universidad de la Amazonía.

## Atractivos turísticos
- Parque nacional natural Amacayacu
- Parque nacional natural Cahuinarí
- Isla de los Micos
- Lago Yahuarcacas
- Lago Tarapoto
- San Martín
- Lago Sagrado Cocama
- Comunidad Ticuna
- Comunidad Yagua La Libertad

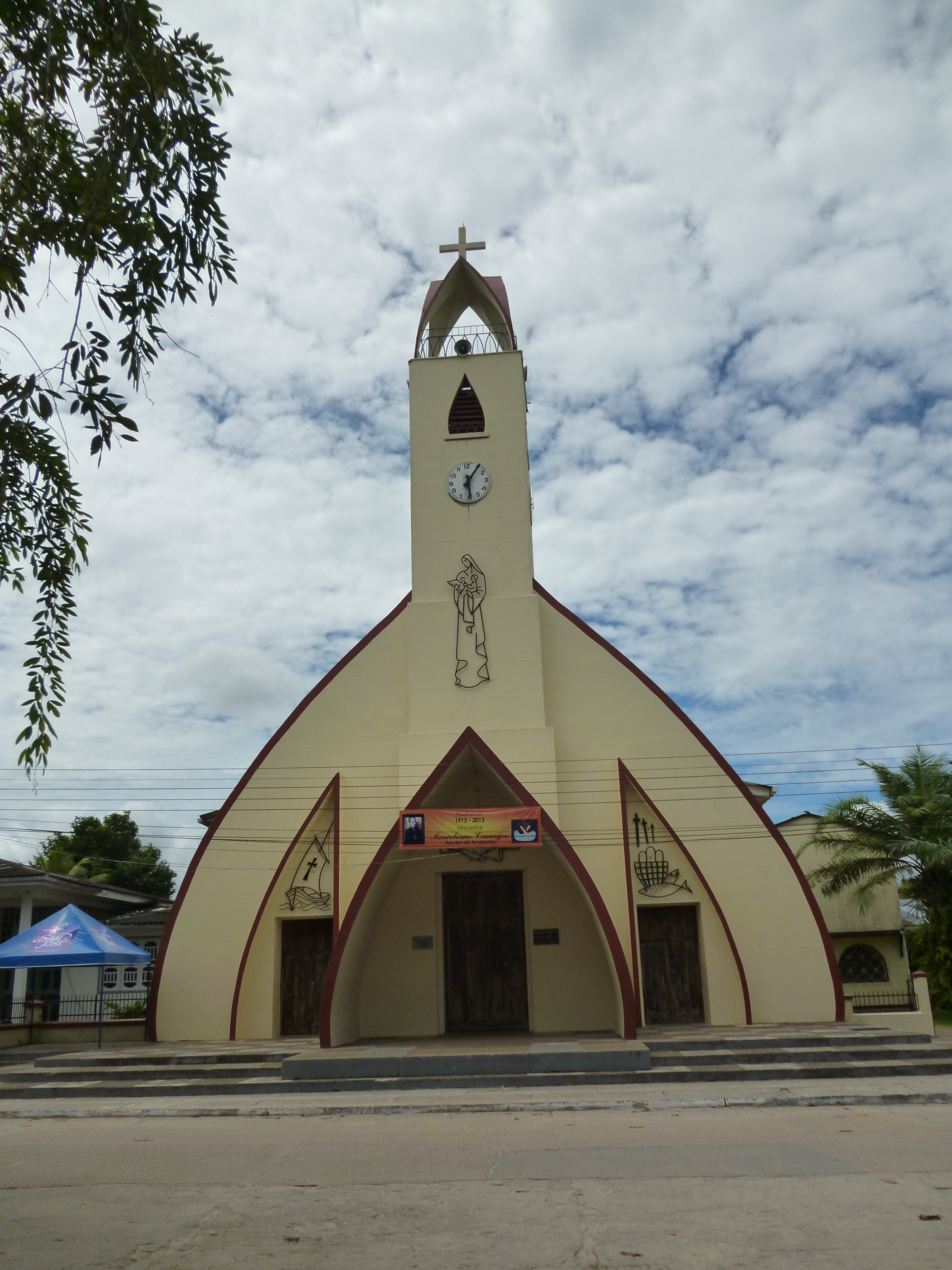
Catedral Nuestra Señora de la Paz, Leticia.

- Parque Temático y Ecológico Mundo Amazónico
- Parque natural La Manigua

## Medios de Comunicación

### Televisión abierta
La ciudad se emite un canal regional público, Canal Trece, En la ciudad se emiten los tres canales nacionales privados Canal 1, Caracol Televisión y Canal RCN y los dos canales nacionales públicos Canal Institucional y Señal Colombia.

### Televisión por suscripción
La ciudad cuenta con múltiples servicios de televisión satelital digital como DirecTV, Claro y Movistar y televisión digital por cable ofrecido por Claro, Tigo, Movistar que ofrece el servicio de televisión digital por red ADSL y GPON (IPTV), y análoga y digital por red bidireccional (HFC), el servicio de televisión digital virtual ofrecida por la red GPON (IPTV) de Claro, Movistar, Tigo y de pequeños sistemas de televisión por cable.

### Emisoras de radio
En Leticia están establecidas todas las grandes cadenas radiales del país y sus distintas emisoras en AM, FM, y en TDT, en un 70 % de las emisoras de FM está disponible el servicio RDS.

## Cultura

### Gastronomía
Pescados como la gamitana, el paiche o pirarucú (Arapaima gigas), el dorado y el tucunaré son la base de los principales platos de la región. Es famoso también por el caldo de tumba-cama. Complementados con cazabe (elaborado con yuca brava, venenosa), plátano y frutas exóticas como el arazá, el copoazú, el açaí y el anón amazónico.

## Estructura organizacional municipal
| Leticia      | Leticia     | Leticia                    |
| Departamento | Código DANE | Categoría municipal (2023) |
| ------------ | ----------- | -------------------------- |
| Amazonas     | 91001       | Quinta                     |

- Personería: Es un centro del Ministerio Público de Colombia que ejerce, vigila y hace control sobre la gestión de las alcaldías y entes descentralizados; velan por la promoción y protección de los derechos humanos; vigilan el debido proceso, la conservación del medio ambiente, el patrimonio público y la prestación eficiente de los servicios públicos, garantizando a la ciudadanía la defensa de sus derechos e intereses.

El actual Personero municipal es Rafael Moreno Godoy.
- Concejo Municipal: Es la suprema autoridad política del municipio. En materia administrativa sus atribuciones son de carácter normativo. También le corresponde vigilar y hacer control político a la administración municipal. Se regulan por los reglamentos internos de la corporación en el marco de la Constitución Política Colombiana (artículo 313) y las leyes, en especial la Ley 136 de 1994 y la Ley 1551 de 2012.

Constituido por 14 concejales por un periodo de 4 años.
- Alcaldía Municipal: En esta se encuentra la administración municipal y las entidades descentralizadas del municipio.

El Alcalde se pronuncia mediante decretos y se desempeña como representante legal, judicial y extrajudicial del municipio. El actual Alcalde municipal es Elquin Uni Heredia (2024-2027), elegido por voto popular.
- 'JAL'.